# Литвинов Володимир Дмитрович
Литви́нов Володимир Дмитрович (*16 квітня 1936, селище Черкаське Слов'янського району Донецької області) — український історик культури, філософ, педагог, перекладач античної літератури, фахівець з історії гуманізму в Україні. Провідний науковий співробітник Інституту філософії НАН України, професор Національного університету «Києво-Могилянська академія». Член Національної спілки письменників України.

## Біографія
Народився 16 квітня 1936 р. в селищі Черкаське Слов'янського району на Донеччині. Закінчив факультет іноземних мов Львівського університету (відділ класичної філології). Протягом 1963—1980 рр. працював викладачем Ніжинського державного інституту імені Миколи Гоголя. Удостоєний звання «Відмінник народної освіти». Нині — провідний науковий співробітник Інституту філософії імені Григорія Сковороди НАН України, де працює від 1980 року. Протягом 1991—2010 рр. вів курс лекцій з латинської мови в НаУКМА. Доктор філософських наук, професор. Член Спілки письменників України від 1987. Був номінантом на Шевченківську премію 2011 року за монографію «Україна в пошуках своєї ідентичності. Історико-філософський нарис». Номінант на Державну премію України в галузі науки і техніки за обґрунтування нового напрямку в історії  української філософії ‒ «Ренесансний гуманізм» 2018 року. Лауреат Премії НАН України імені Д.І. Чижевського (2024). Лауреат Премії імені Максима Рильського (2023) Автор книжок: «Ренесансний гуманізм в Україні» (Ідеї гуманізму епохи Відродження в українській філософії XV — поч. XVII ст.), «Католицька Русь» (історико-філософський нарис). У перекладах Литвинова з'явилися твори Марка Тулія Цицерона, Еразма Ротердамського, Баруха Спінози, Станіслава Оріховського, Івана Домбровського. Переклав з латини оригінальні тексти до видань «Українські гуманісти епохи Відродження» у 2-х томах, «Тисячу років суспільно-політичної думки України» в 9-ти томах, уклав латинсько-український словник. Також перекладає з німецької та польської мов.

## Вибрані публікації (подаються лише монографії та окремі книги)
І. Історія української філософії XV—XVIII ст. (подаються лише монографії та окремі книги)
- Литвинов В. Д. Ідеї раннього Просвітництва у філософській думці України. — Київ, Наукова думка, 1984. — 151 с.
- Литвинов Володимир. Ренесансний гуманізм в Україні (Ідеї гуманізму епохи Відродження в українській філософії XV — початку XVII ст..). — К., 2000. — 472 с.
- Литвинов Володимир. «Католицька Русь»(Внесок українців католицького віросповідання в духовну культуру України XVI ст.). Історико-філософський нарис. — Київ, Український Центр духовної культури, 2005. — 273 с.
- Литвинов Володимир. Україна в пошуках своєї ідентичності (Історико-філософський нарис). — К., «Наукова думка», 2008. — 527 с.
- Литвинов В. Д. Станіслав Оріховський. Історико-філософський портрет. — К. Академперіодика, 2014. — 351 с.
- [Литвинов В. Д.] Теофан Прокопович. Філософські праці. Вибране. (упорядк., 2 вступні статті та перекл. з латини особисто; також ін. — К. : Дніпро, 2012. — 615 с.
- [Литвинов В. Д.] Українські гуманісти епохи Відродження: антологія: у 2 ч. / упоряд., переднє слово, примітки та коментар; перекл. з лат. у співавт. — К. : Наук. думка; Основи, 1995. — Ч. 1. — 431 с.; Ч.2. — 431 с.
- Нічик В. М., Литвинов В. Д., Стратій Я. М. Гуманістичні і реформаційні ідеї на Україні" (XVI — початок XVII ст.). — К., Наукова думка, 1990. — 382 с. (Особисто автора — 165 с.).
- Стратий Я. М., Литвинов В. Д., Андрушко В. А. Описание курсов философии и риторики профессора Киево-Могилянской академии. — К., «Наукова думка», 1982. — 347 с. (Особисто автора — 136 с.).
- Lytvynov, Volodymyr D. Ukraine: Seeking its Identity. The XVI th — early XVII th centuries. — Kyiv, 2012. — 510 p.
- Антологія латиномовних творів українських мислителів XV-XVIII ст. у перекладі українською / упоряд, авт. передмови і комент. В.Д.Литвинов. - Київ: Академперіодика, 2024 р. - 466 с.

ІІ. Мовознавство:
- Литвинов В. Д., Скорина Л. П. Латинська мова: підручник. — К. : Вища школа, 1990. — 247 с.
- Литвинов В. Д., Скорина Л. П. Латинсько-український словник. Тексти. 500 крилатих висловів. — К.: Індоєвропа, 1993. — 315 с.
- Литвинов В. Д. Латинсько-український словник. — К. Українські пропілеї, 1998. — 709 с.;
- Литвинов В. Д. Латинська мова. Елементарний курс. — К. : ВД «Києво-Могилянська академія», 1996. — 78 с.
- Литвинов В. Д. Латинська мова. Елементарний курс. — К. : ВД «Києво-Могилянська академія», 2002. — 95 с.
- Литвинов В. Д. Довідник з граматики латинської мови. — К. : ВД «Києво-Могилянська академія», 2008. — 111 с.
- Золота латина : 2000 латинських крилатих висловів. Перекл., упоряд. В.Литвинов. — К. : Основи, 2010. — 231 с.
- Золота латина : 2000 латинських крилатих висловів. Перекл., упоряд. В.Литвинов. — К. : Основи, 2013. ‒ 223 с.
- Литвинов В.Д. Латинсько-український словник. У 4-х тт. ‒ Т.І. (АВС) ‒ К., «Наукова думка», 2018, ‒ 1046 с.
- Литвинов В.Д. Латинсько-український словник. У 4-х тт. ‒ Т.ІІ. (D-K) ‒ К., «Наукова думка», 2020, ‒ 810 с.
- Литвинов В.Д. Латинсько-український словник. У 4-х тт. ‒ Т.ІІІ. (L-Q) ‒ К., «Наукова думка», 2022, ‒ 768 с.
- Литвинов В.Д. Латинсько-український словник. У 4-х тт. ‒ Т.ІV. (R-Z) - К., «Наукова думка», 2024, - 817 c.
- В.Литвинов . Самовчитель латинської мови за методом Генріха Шлімана. НаУКМА. ‒ 2019. ‒ 253 с.

ІІІ. Участь у фундаментальних виданнях:
- «Тисяча років української суспільно-політичної думки» в 9 томах (14 книгах). — К., 2001. (підготував IV-й том у 3-х книгах).
- Україна: Антологія пам'яток державотворення Х-ХХ ст. : Дорога до себе: у 10 томах. — К., 2008 (підготував ІІ-й том.).
- Франко Іван. Зібрання творів у 50-томах. Том 45. Філософські праці. — К., 1986. (упорядник тому у співавторстві, коментатор, перекл. з польськ. мови).
- Історія філософії на Україні у 3-х томах. — К., 1987 (написав 4 параграфи у 1-му томі).
- Феофан Прокопович. Філософські твори у 3-х томах. — К., 1980-81 (упорядкування, переклади з латини, коментарі, спец. редакція).
- БУЛ: Українська література XIV—XVI ст. — К., 1988 (упорядкування, примітки, переклади з латини).
- «Історія української філософії» (підручник для вузів), написав розділ «Ренесансний гуманізм». — К., 1994 та 2008 рр.
- Історія української культури, т.3. (автор параграфа) — К., 2003.
- Народжені Україною: Меморіальний альманах у двох томах. (автор 6 статей) — К., 2002.
- Видатні діячі України минулих століть (автор 7 статей) — К., 2001.
- Києво-Могилянська академія в іменах (автор 5 статей) — К., 2001.
- Філософський енциклопедичний словник (автор 6 статей) — К., Абрис, 2002.
- Лексикон античної словесності. — Дрогобич — Коло — 2014. — 727 с. (Литвинов В.Д  є автором 36 статей)
- [Литвинов В. Д.]. Науково-популярна авторська серія «Lingua latina aeterna» (Латинська мова вічна). — Упорядк., вступна, перекл. з латини, коментарі. — Київ. Академперіодика, 2014: 1. Юрій Немирич. Роздуми про війну з московітами (трактат). — 59 с. 2. Іван (Ян) Домбровський. Дніпрові музи (істор. поема). — 73 с.; 3. Людина розумна. — 102 с.; 4. Людина мудра. — 95 с.; 5. Латинські жарти, дотепи (вислови античних філософів) — 58 с.

IV. Переклади з латинської мови:
- Роттердамський Еразм. Похвала глупоті / пер. з лат., приміт. та словник імен, назв, термінів В.Литвинова. — К. : Дніпро, 1981. — 166 с.
- Клікс Ф. Зародження і розвиток     людського мислення. пер. з нім. В.Литвинов. ‒ К., «Вища школа», 1985. ‒     295 с.
- Федр. Байки : / упоряд., передмова, віршов. пер. з лат. та примітки В.Литвинова. — К. : Дніпро, 1986. — 158 с.
- Еразм Роттердамський. Похвала глупоті та ін…./ пер. з лат., словник імен, назв, термінів В.Литвинов, Й.Кобів. — К. : Основи, 1993. — 319 с.
- Українські гуманісти епохи Відродження: антологія: у 2 ч. / відп. ред. В. М. Нічик; упоряд., переднє слово, примітки та словник імен, назв і термінів В. Д. Литвинова. — К. : Наук. думка; Основи, 1995. — Ч. 1. — 431 с.; Ч.2. — 431 с.
- Ціцерон М. Т. Про державу. Про закони. Про природу богів / пер. з лат., примітки, словник імен, назв, термінів В.Литвинова. — К. : Основи, 1998. — 477 с.
- Спіноза Б. Теологічно-політичний трактат / пер. з лат., вступ. слово, примітки, словник імен, назв, термінів В. Литвинова. — К. : Основи, 2003. — 237 с.
- Оріховський С. Твори / пер. з лат. та старопольск., упоряд., вступ, примітки, словник імен, назв, термінів В.Литвинова. — К. : Дніпро, 2004. — 670 с.
- Домбровський І. Дніпрові камени (віршов. поема) / пер. з лат. та примітки В.Литвинова // Україна: Антологія пам'яток державотворення Х-ХХ ст. : Дорога до себе: у 10 т. — Т. 2. — К. : Основи, 2008. — С. 498—525.
- Станіслав Оріховський-Роксоланин. «Напучення королеві польському Сигізмунду Августу». / пер. з лат., примітки. В.Литвинова. // Антологія лібералізму: Політико-правничі вчення та верховенство права. ‒ Українська Правнича Фундація, 2008. ‒ с. 789-838.
- Ціцерон М. Т. Про державу. Про     закони. Про природу богів / пер. з лат.,      В.Литвинова. // Антологія лібералізму: Політико-правничі вчення та     верховенство права. ‒ Українська Правнича Фундація, 2008. ‒ с. 131-218..
- Еразм Роттердамський.  Похвала глупоті, пер. з лат. ‒  К.: Толока, 2012. ‒ 190 с.
- Теофан Прокопович. Філософські праці. Вибране. / упорядкування та переклад В.Литвинова та ін. — К. : Дніпро, 2012. — 615 с.
- Ціцерон М. Т. Про старість. пер. з лат.  ‒ К., «Дніпро». ‒ 2017. ‒ 63 с.
- Корнелій Непот. Життєписи видатних античних полководців. пер. з лат. ‒ К., «Дніпро». ‒2017. ‒ 247 с.
- Бенедикт Спіноза. Теологічно-політичний трактат. пер. з лат. ‒ Харків. «Фоліо»,  2018. – 410 с.
- Валерій Шевчук. Козацька держава як ідея. Кн.2. ‒ Київ, «КЛІО», 2019. Переклав збірку документів . ‒ 272 с.
- Іван Домбровський. Дніпрові камени. / Короткий виклад історії України-Руси (430 ‒1618 рр.), перекл. з латини,  вступна стаття,  коментар, словник імен, назв, термінів В.Литвинова. ‒ К. НаУКМА, 2020. ‒ 152 с.
- Марк Туллій Ціцерон. Про державу. Про закони. Про природу богів. Переклав з латини В. Литвинов. — Львів: Апріорі, 2019. 392 с. ISBN: 978-617-629-506-8
- Марк Туллій Ціцерон. Тускуланські бесіди. Про обов'язки. Переклав з латини В. Литвинов. — Львів: Апріорі, 2021. 440 с. ISBN: 978-617-629-688-1
- Марк Туллій Ціцерон. Філіппіки. Катон Старший, або Про старість. Переклав з латини В. Литвинов. — Львів: Апріорі, 2021. 376 с. ISBN: 978-617-629-681-2
- Гай Юлій Цезар. Нотатки про війну з галлами / Пер. з лат. В. Д. Литвинова. – Львів: Видавництво «Апріорі», 248 с. — 1000 прим. — ISBN 978-617-629-745-1.